# Pauke Meijers
Paul (Pauke) Meijers (Nijmegen, 2 juni 1934 – aldaar, 14 oktober 2013) was een Nederlands voetballer die als rechter middenvelder speelde.

## Loopbaan
Meijer maakte zijn debuut als voetballer in 1950 bij de voetbalclub N.E.C.. Toen de club hem bij de invoering van het semi-profvoetbal in 1954 niet ging betalen omdat hij in militaire dienst zat, stapte hij over naar Vbv De Graafschap. Toen Meijers in 1957 voor 35.000 gulden van Vbv De Graafschap naar Feyenoord werd getransfereerd, was hij op dat moment de duurste aankoop in de historie van het Nederlandse voetbal. Dat Feyenoord jarenlang aan het begin van de competitie een vriendschappelijke wedstrijd op De Vijverberg in Doetinchem tegen De Graafschap speelde, was een gevolg van deze transfer. Zijn competitiedebuut bij Feyenoord, waar hij 79 officiële wedstrijden speelde, was op 28 augustus 1957 tegen DOS. In 1960 had hij een acute blindedarmontsteking. Zijn 79e wedstrijd voor de club uit Rotterdam was op 1 mei 1961, uit tegen HVC. Bij Feyenoord kwam hij later als rechtsbuiten niet meer goed uit de verf, omdat op links Coen Moulijn alle ballen opeiste. Een seizoen bij NAC was geen succes en Meijers keerde in 1962 terug bij N.E.C.. Vanaf het seizoen 1965/66 speelde Meijers voornamelijk in het tweede team. Hij sloot zijn loopbaan in het seizoen 1968/69 af bij AGOVV waarna hij nog bij amateurclub SV Leones speelde.
Hij haalde zijn trainersdiploma's en trainde onder meer vijf jaar VV Olympia en vier jaar SCH (1976-1980). Gedurende zijn voetballoopbaan en ook daarna was hij werkzaam bij V&D. Later werkt hij in een sportzaak.

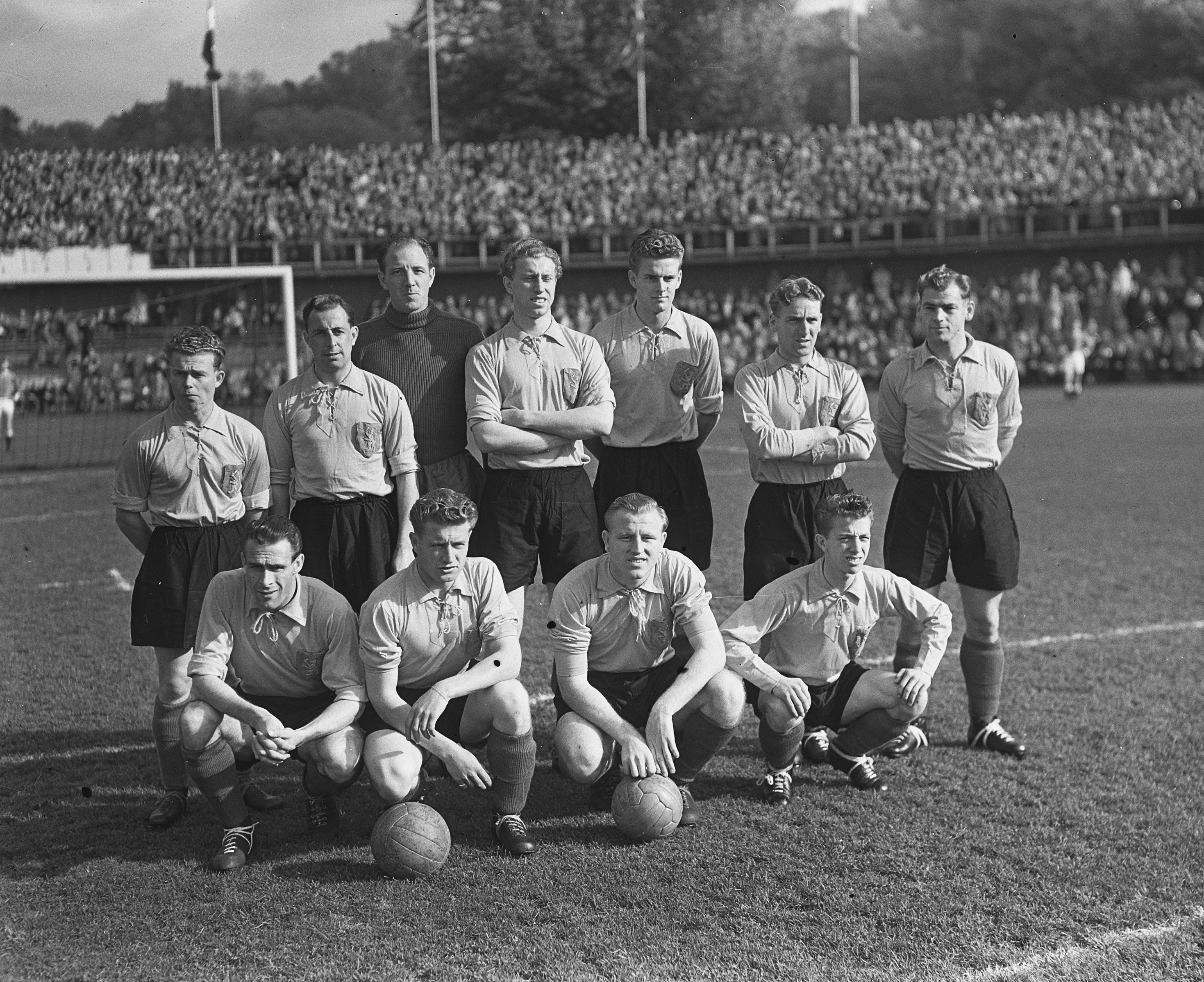
Meijers (rechtsonder) in het Nederlands elftal (1953)

Meijers speelde in 1953 eenmaal in het Nederlands voetbalelftal in een vriendschappelijke wedstrijd in en tegen Noorwegen (4–0 nederlaag). De rechter middenvelder werd toen als linksbuiten opgesteld. Eerder kwam hij drie keer uit in het Nederlands Jeugdelftal en vier keer in het Militair Elftal. Ook speelde hij voor het Oostelijk elftal. In november 1957 werd hij nog eens geselecteerd voor het voorlopig Nederlands Elftal, die een oefenwedstrijd speelde tegen een Londense combinatie.

## Privéleven
Zijn vader Hendrik Meijers speelde in de jaren twintig en dertig vijftien jaar als linksbuiten voor N.E.C. Ook zijn broer Wim en zijn zoon Paul speelden voor de Nijmeegse club. Zijn zoon Eric Meijers is voetbaltrainer.
De laatste jaren van zijn leven leed hij aan de ziekte van Alzheimer. Pauke Meijers overleed op 14 oktober 2013 op 79-jarige leeftijd.

## Erelijst
Feijenoord
| Nationaal     |    |         |
| Landskampioen | 1x | 1960/61 |

 N.E.C.
| Nationaal      |    |         |
| Tweede divisie | 1x | 1963/64 |

## Carrièrestatistieken
| Seizoen         | Club            | Land            | Competitie                   | Competitie | Competitie | Beker | Beker | Internationaal | Internationaal | Overig | Overig | Totaal | Totaal |
| Seizoen         | Club            | Land            | Competitie                   | Wed.       | Dlp.       | Wed.  | Dlp.  | Wed.           | Dlp.           | Wed.   | Dlp.   | Wed.   | Dlp.   |
| --------------- | --------------- | --------------- | ---------------------------- | ---------- | ---------- | ----- | ----- | -------------- | -------------- | ------ | ------ | ------ | ------ |
| 1954/55         | N.E.C.          | Nederland       | Eerste klasse B (Afgebroken) | 6          | 0          | –     | –     | 0              | 0              | 0      | 0      | 6      | 0      |
| 1954/55         | De Graafschap   | Nederland       | Eerste klasse D              | –          | 3          | –     | –     | 0              | 0              | 0      | 0      | –      | 3      |
| 1955/56         | De Graafschap   | Nederland       | Hoofdklasse B                | –          | 7          | –     | –     | 0              | 0              | 0      | 0      | –      | 7      |
| 1956/57         | De Graafschap   | Nederland       | Eerste divisie A             | –          | –          | –     | 1     | 0              | 0              | 0      | 0      | –      | –      |
| 1957/58         | Feijenoord      | Nederland       | Erdiviseie                   | –          | –          | –     | 0     | 0              | 0              | 0      | 0      | –      | –      |
| 1958/59         | Feijenoord      | Nederland       | Eredivisie                   | –          | –          | –     | 0     | 0              | 0              | 0      | 0      | –      | –      |
| 1959/60         | Feijenoord      | Nederland       | Eredivisie                   | –          | –          | –     | –     | 0              | 0              | 0      | 0      | –      | –      |
| 1960/61         | Feijenoord      | Nederland       | Eredivisie                   | –          | –          | –     | 0     | 0              | 0              | 0      | 0      | –      | –      |
| 1961/62         | NAC             | Nederland       | Eredivisie                   | 14         | 3          | –     | 0     | 0              | 0              | 0      | 0      | –      | –      |
| 1962/63         | N.E.C.          | Nederland       | Tweede divisie A             | 27         | 3          | 5     | 1     | 0              | 0              | 1      | 0      | 33     | 4      |
| 1963/64         | N.E.C.          | Nederland       | Tweede divisie B             | 25         | 4          | 2     | 1     | 0              | 0              | 0      | 0      | 27     | 5      |
| 1964/65         | N.E.C.          | Nederland       | Eerste divisie               | 21         | 3          | 1     | 0     | 0              | 0              | 0      | 0      | 22     | 3      |
| 1965/66         | N.E.C.          | Nederland       | Eerste divisie               | 3          | 0          | 1     | 0     | 0              | 0              | 0      | 0      | 4      | 0      |
| 1966/67         | N.E.C.          | Nederland       | Eerste divisie               | 2          | 0          | 0     | 0     | 0              | 0              | 0      | 0      | 2      | 0      |
| 1967/68         | AGOVV           | Nederland       | Tweede divisie               | –          | 0          | –     | 0     | 0              | 0              | 0      | 0      | –      | 0      |
| 1968/69         | AGOVV           | Nederland       | Tweede divisie               | –          | 0          | 1     | 0     | 0              | 0              | 0      | 0      | –      | 0      |
| Carrière totaal | Carrière totaal | Carrière totaal | Carrière totaal              | –          | –          | –     | 3     | 0              | 0              | 0      | 0      | –      | –      |